# 氾瑗
氾瑗（？—？），字伯玉，敦煌人，西晋、前涼官员。

## 生平
出身於敦煌氾氏，由西漢御史中丞氾雄自成帝時由濟北盧縣遷移至敦煌之河西豪族。
氾瑗年少時以剛烈果敢有壯節仕州郡為從事，後舉秀才。司馬冏專權時，氾瑗曾勸諫其行政失和但不獲接納。於是自請為護羌校尉長史回到涼州，與當時涼州刺史張軌相見後獲其賞識，與宋配、陰充、陰澹等人同為張軌之股肱心腹。
永嘉初，東羌校尉韓稚殺害秦州刺史張輔，氾瑗為中督護率軍二萬討伐韓稚，又以降書說服韓稚，使其速降。但氾瑗不久後被亂兵所殺。